# Euonymus corymbosus
Euonymus corymbosus är en benvedsväxtart som beskrevs av Sprogue och Bullock. Euonymus corymbosus ingår i släktet Euonymus och familjen Celastraceae. Inga underarter finns listade.